# Klasztor Franciszkanów we Wronkach
Klasztor franciszkanów we Wronkach – klasztor Franciszkanów, wchodzący w skład prowincji wielkopolskiej, na terenie archidiecezji poznańskiej, we Wronkach w województwie wielkopolskim.

## Historia
W 1279 sprowadził do Wronek dominikanów książę wielkopolski Przemysł II. Pierwszy zespół klasztorny uległ zniszczeniu w 1603. Murowany kościół wzniesiono według projektu Krzysztofa Bonadury Starszego pod koniec XVII w. Kasata zakonu nastąpiła w 1838. Społeczeństwo ze składek własnych odkupiło klasztor i przekazało arcybiskupowi gnieźnieńsko-poznańskiemu Mieczysławowi Ledóchowskiemu. W 1868 arcybiskup ten sprowadził do Wronek franciszkanów reformatów. Wzniesiono wówczas nowy budynek klasztorny, według projektu Antoniego Krzyżanowskiego. Klasztor zamknięto ponownie w dobie kulturkampfu w roku 1875. Zakonnicy przebywali w nim jednak aż do wybuchu I wojny światowej. Klasztor oficjalnie otwarto ponownie w 1925. Stał się jednym z konwentów młodej prowincji Wniebowzięcia NMP Zakonu Braci Mniejszych z siedzibą prowincjała w Katowicach na Górnym Śląsku. Do 1931 istniało w murach klasztoru Kolegium Serafickie – niższe seminarium duchowne. W latach 1932–1939 utworzono we wronieckim konwencie studium teologiczne. W czasie II wojny światowej mieścił się w nim szpital wojskowy. Po wojnie otwarto w budynkach klasztornych dom dziecka. Franciszkanie odzyskali klasztor w latach dziewięćdziesiątych XX w. Obecnie konwent należy do prowincji poznańskiej franciszkanów. Mieści się w nim założone w 1991 roku seminarium duchowne i filia Wydziału Teologicznego Uniwersytetu im. Adama Mickiewicza.
W kościele przyklasztornym znajdują się witraże projektowane przez Stanisława Powalisza oraz polichromie na sklepieniu wykonane przez Mariana Schwartza z Obrzycka.